# Луї Борно
Євстах Антуан Франсуа Жозеф Луї Борно (20 вересня 1865 — 29 липня 1942) — правник, державний та політичний діяч, президент Гаїті у 1922–1930 роках, за часів американської окупації. Борно був представником мулатської частини населення країни.

## Міністр-націоналіст
1899 року був призначений на посаду дипломатичного представника в Домініканській Республіці; 1908 став міністром закордонних справ Гаїті в адміністрації П'єра Нор Алексіса.
1914 року Сполучені Штати під проводом президента Вудро Вільсона представили проект щодо контролю над фінансами Гаїті. Борно, тогочасний міністр закордонних справ в адміністрації президента Жозефа Теодора, відмовився від реалізації цього плану. США завдали удару у відповідь, конфіскувавши резерви національного банку Гаїті.
28 липня 1915 року натовп обурених гаїтян убив та розірвав на шматки тіло президента Жана Вільбрена Гійома Сана. Того ж дня американські моряки висадились на узбережжі Гаїті, захопивши столицю країни, місто Порт-о-Пренс. Вони організували вибори нового президента. Ним ста Філіп Сюдр Дартігенав. Борно, призначений на посаду міністра закордонних справ, проводив перемовини зі США щодо економічного розвитку Гаїті, а також був проти будь-яких територіальних поступок на користь Сполучених Штатів.
Зухвалість та жорстокість американців відносно до місцевого населення призвели до повстання селян, у яких залишалась зброя з часів війни за незалежність. Дії американських військовиків призвели до кількох тисяч жертв. Розчарований за збентежений неефективністю окупації, президент США Воррен Гардінг 1922 року призначив на пост Верховного комісара генерал-майора Джона Рассела молодшого.

## Президент
Коли завершився президентський термін Дартігенава, Луї Борно був обраний Державною радою на пост глави держави 10 квітня 1922 року, що стало цілковитим сюрпризом для американців. Борно, втім, зумів досягти згоди з Расселом. Він запровадив політику «чесного й відвертого співробітництва», переконуючи американців допомогти економічному розвиткові його рідної країни.
На той момент Гаїті глибоко застрягла у боргах. Зовнішній борг дорівнював чотирирічному бюджетові країни. У червні 1922 року Борно вирішив узяти кредит у розмірі 23 мільйонів доларів, щоб розрахуватись із боргами. Він зменшив ставку податку на експорт та з часом збалансував торговий дефіцит.
Особливо вражаючим був розвиток інфраструктури: 1700 кілометрів доріг стали придатними для руху автомобілів; збудовано 189 мостів; відновлено багато зрошувальних каналів; збудовано лікарні, школи інші громадські будівлі; до великих міст було проведено питну воду. Порт-о-Пренс став першим містом Латинської Америки, в якомуз'явилась автоматична телефонна станція. Сільськогосподарську освіту було організовано в Центральній школі сільського господарства, а також на 69 фермах країни.
Борно спирався на римо-католицьку церкву, розвиваючи мережу шкіл у всій країні. Розуміючи, що багато гаїтян не знають французької, він став першим президентом, який дозволив навчання гаїтянською креольською.
1926 року Борно відвідав США, де зустрівся з президентом Калвіном Куліджом. 1929 обговорював старі прикордонні конфлікти з президентом Домініканської Республіки Гораціо Васкесом.
Разом з тим, Борно відмовився організувати вільні вибори. Президента обирала Державна рада, 21 членів якої призначив сам президент. Таким чином, 12 квітня 1926 року його було переобрано на пост глави держави. Друковані ЗМІ з цього приводу висловили глибоке розчарування. Борно намагався боротись зі свободою слова, що призводило навіть до ув'язнення кількох журналістів.
Світова економічна криза, що розпочалась 1929 року, змінила політику США. Президент Герберт Гувер прагнув «звільнитись» від Гаїті. З цією метою він призначив комісію на чолі з Камероном Форбсом, яка прибула до Гаїті у грудні 1929.
Через економічну кризу фермерські господарства Гаїті почали зазнавати збитків. 6 грудня 1929 селяни зустрілись із невідомою групою американських моряків, які відкрили по них вогонь. В результаті стрілянини кількох гаїтян було вбито.
Комісія Форбса прийняла резолюцію щодо організації вільних виборів та завершення американської адміністрації, проте залишилась критичної думки щодо стійкості демократичних процесів у Гаїті. Після цього опозиція обрала тимчасового президента, Луї Ежена Роя.